# محطة سان لازار
محطة سان لازار (بالفرنسية: Gare de Paris-Saint-Lazare)، واحدة من المحطات الرئيسية الستة لشبكة الشركة الوطنية للسكك الحديدية الفرنسية في باريس. تقع في الدائرة الثامنة. بنيت في عام 1837 وهي المحطة الأولى في أيل دو فرانس. تحتل المحطة المركز الثالث في فرنسا من حيث حركة المرور بحوالي 103.5 مليون مسافر في عام 2023.